# Агенскалнская водонапорная башня
Агенскалнская водонапорная башня «Алиса» (латыш. Āgenskalna ūdenstornis "Alise") — памятник архитектуры государственного значения в Риге. Расположена в Агенскалнсе, по адресу улица Алисес, 4.  
Здание стиле национального романтизма (по другим сведениям — в югендстиле) было построено в 1910 году по проекту архитектора Вильгельма Боксклафа. Разрешение на строительство было выдано 17 июля 1909 года, строительные работы были завершены в 1910 году и проводились строительной компанией латвийского каменщика Кришьяниса Кергалвиса. Здание было сдано в эксплуатацию 23 марта 1911 года. В 1939 году по проекту инженера Павилса Павуланса башня была перестроена: резервуарную часть башни, весившую 900 тонн, с помощью домкратов подняли на 7,5 метра выше, и достроили основу. Башня была перестроена из-за увеличения количества этажей зданий Агенскалнса. С 1970 года не функционирует. Правительство Риги планирует сдать башню в аренду, однако ни арендатор, ни другое применение для водонапорной башни пока не найдены. 

## Архитектурные особенности
Над цоколем, выложенным известковым камнем — красный кирпич, над ним распологается резервуарная часть с вертикальными лизенами, керамическими плитками, и высокими оконными проёмами, чередующимися с оштукатуренными и неоштукатуренными поверхностями. Вход в башню декорирует каменный портал со стилизованным гербом Риги.
На крыше башне находится 300-килограммовый флюгер в виде глобуса. В 2015 году флюгер был сильно повреждён ветром, и отремонтирован в 2016 году.

## Галерея

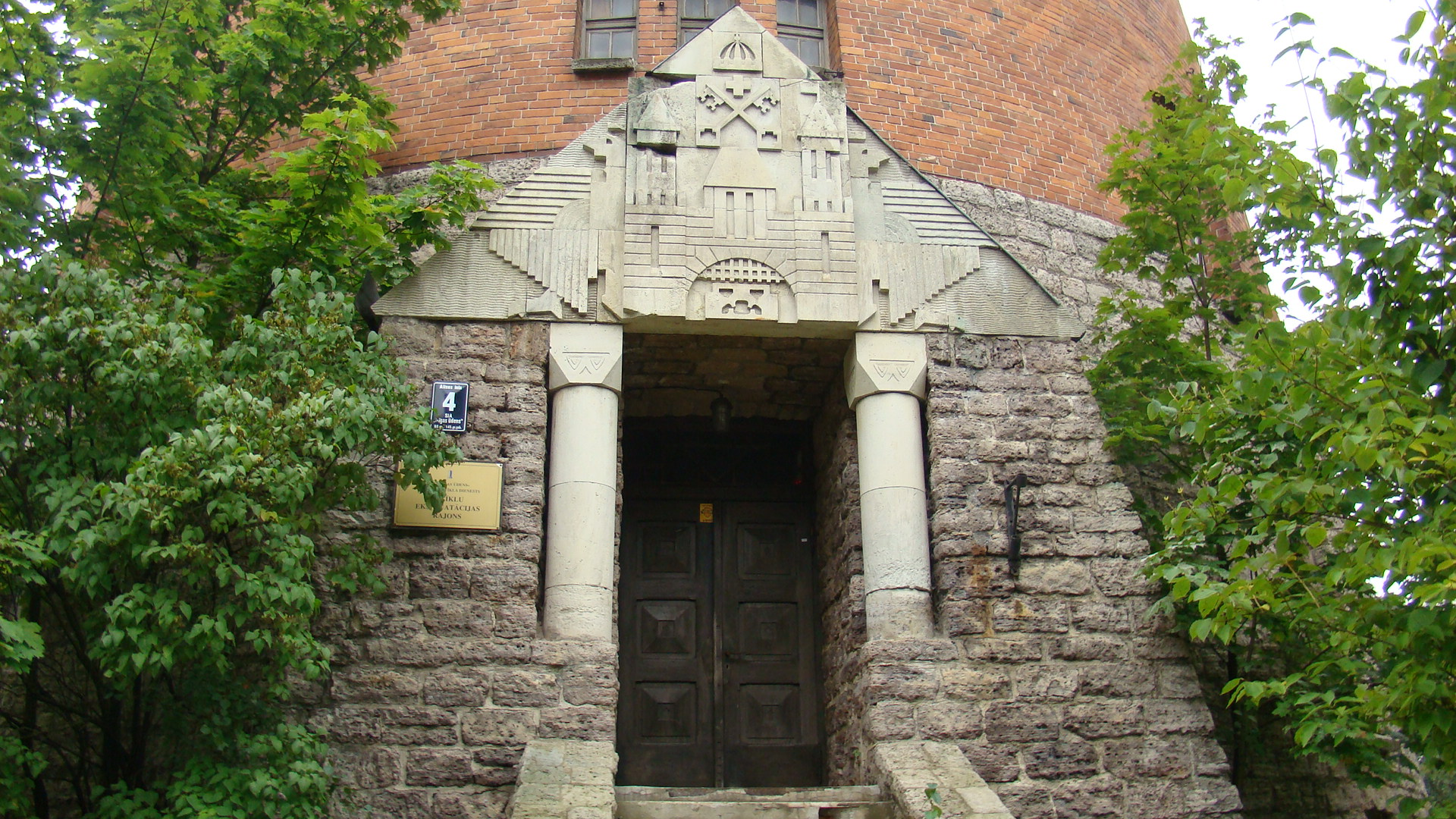
Деталь башни — каменный портал со стилизованным гербом Риги
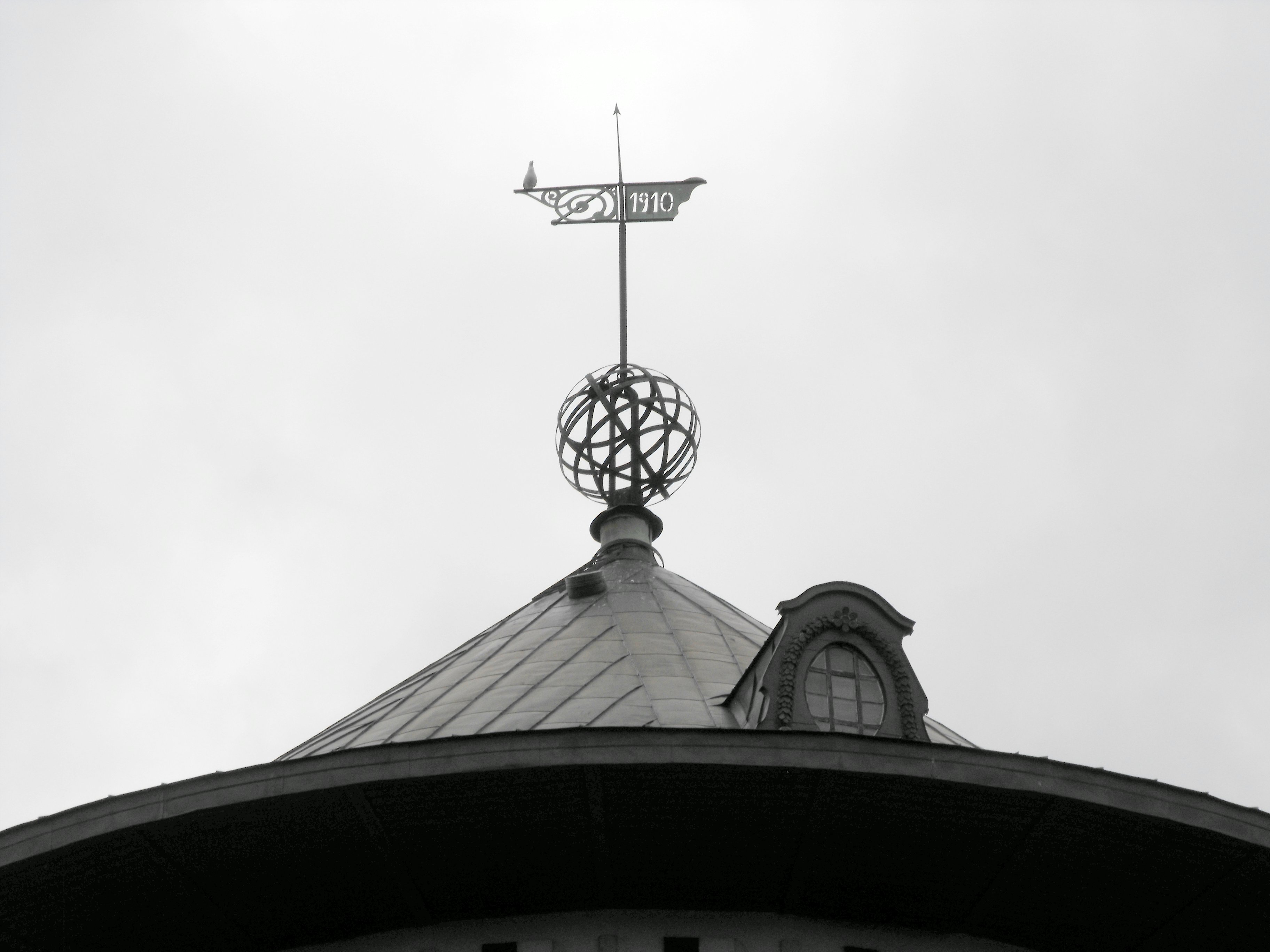
Деталь башни — флюгер
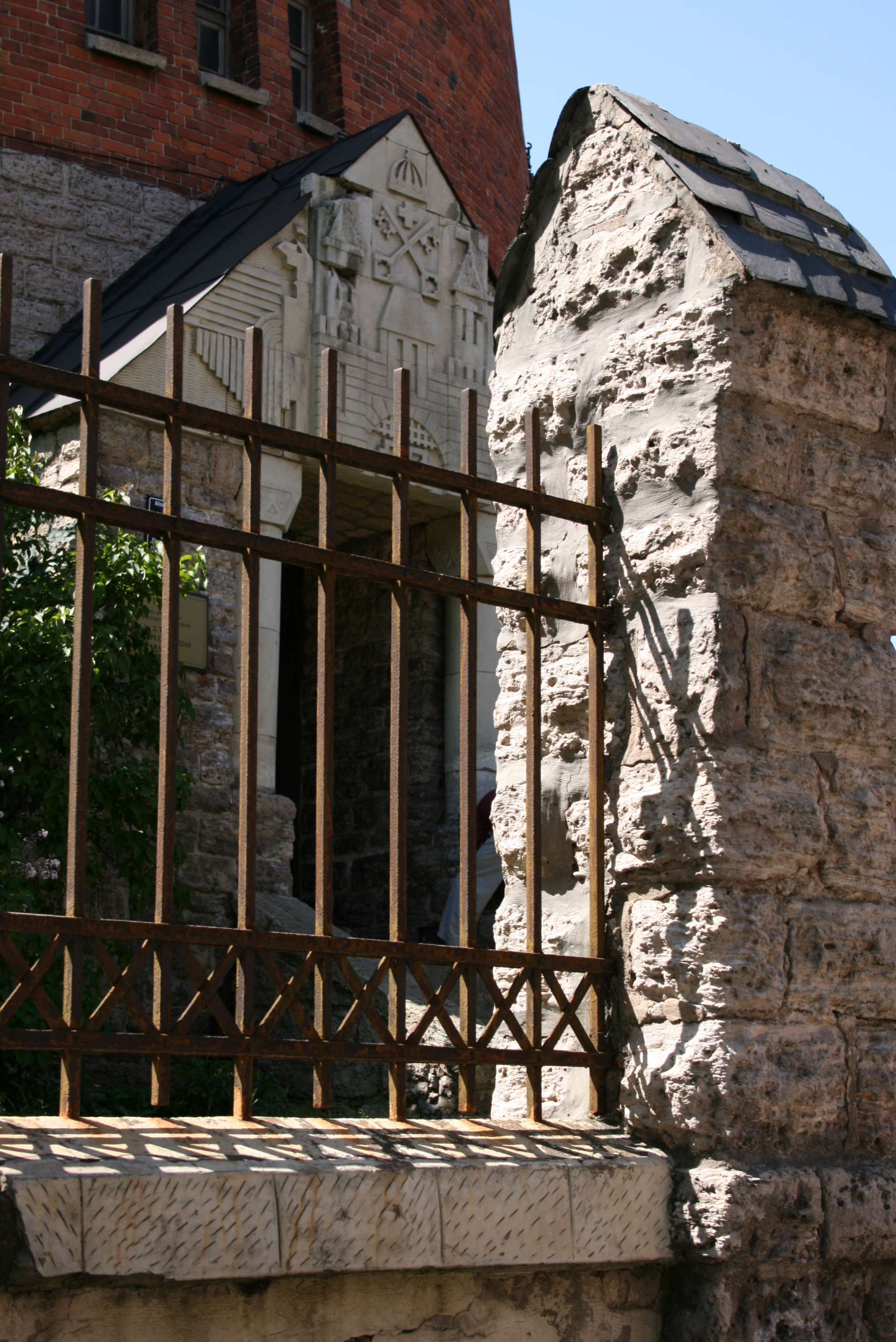
Фрагмент ограждения
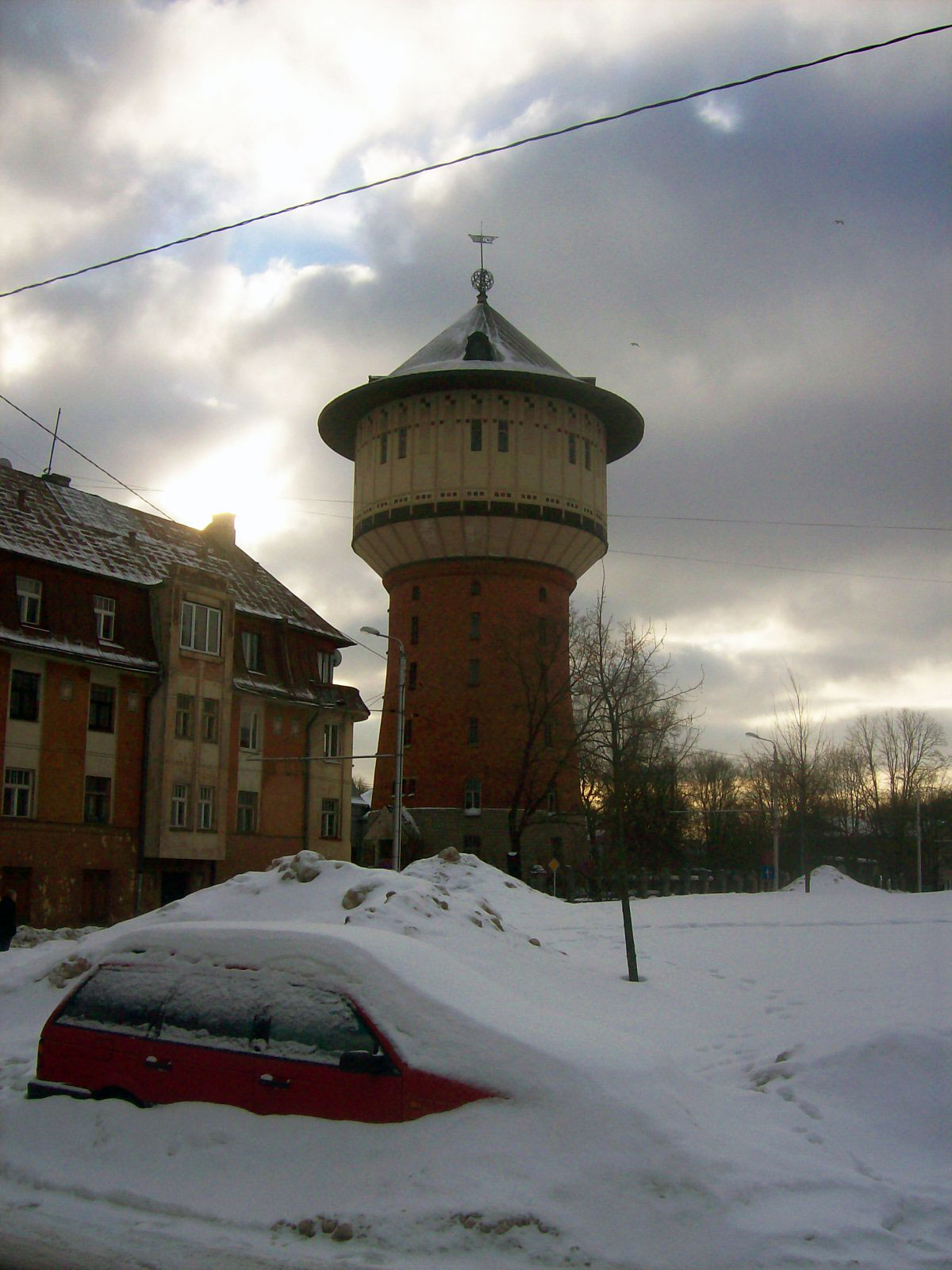
Башня зимой